# من از امروز انسانم
من از امروز انسانم (انگلیسی: I'm Human From Today؛‏ کره‌ای: 오늘부터 인간입니다만) یک مجموعه تلویزیونی محصول کره جنوبی به نویسندگی پارک چان یونگ و جو آه یونگ، به کارگردانی کیم جونگ کوان و با بازی کیم هه یون و لومون است. این مجموعه داستان یک گومیهو را به تصویر می‌کشد که به صورت غیرمنتظره‌ای به انسان تبدیل می‌شود.

## بازیگران

### اصلی
- کیم هه یون در نقش اون هو[۴]
- لومون در نقش کانگ شی یول[۵]
- لی شی وو[۶]
- جانگ دونگ جو در نقش هیون وو سوک[۷]

## تولید

### توسعه
این مجموعه به کارگردانی کیم جونگ کوان است که کارگردانی دروغ پشت دروغ (۲۰۲۰)، عاشق اینم که ازت متنفر باشم (۲۰۲۳) و استاد: رشته‌های حقیقت (۲۰۲۳–۲۰۲۴) را برعهده داشته است. نویسندگان این مجموعه پارک چان یونگ و جو آه یونگ هستند و توسط بینگ ورکس تهیه‌کنندگی و توسط استودیو اس برنامه‌ریزی شده است.

### انتخاب بازیگران
در ۱۰ ژوئیه ۲۰۲۴، چندین خبرگزاری گزارش کردند که شین سه کیونگ و لومون در حال گفتگو برای ایفای نقش در این مجموعه هستند. با این حال، در ۱۶ اوت، گزارش شد که کیم هه یون کاندیدای جدید بازیگر زن برای نقش اصلی است. در ۴ سپتامبر، اس‌بی‌اس به صورت رسمی تأیید کرد که کیم هه یون و لومون بازیگران نقش اصلی هستند. در ۲۶ سپتامبر اعلام شد که لی شی وو در این مجموعه حضور دارد و در روز بعد اعلام شد که جانگ دونگ جو به گروه بازیگران پیوست.

### فیلم‌برداری
فیلم‌برداری این مجموعه در سپتامبر ۲۰۲۴ آغاز شد.

## انتشار
این مجموعه در نیمهٔ اول سال ۲۰۲۵، روزهای دوشنبه و سه‌شنبه از اس‌بی‌اس پخش خواهد شد.